# ترنم
در آواز سنتی ایرانی اصطلاح تَرَنُّم برای توصیف صداها یا واژه‌هایی به کار می‌رود که خواننده خارج از شعرِ اصلی آواز، می‌خواند. از ترنم برای اجرای تحریر بسیار استفاده می‌شود.

## تعریف
آنچه خوانندهٔ یک آواز در موسیقی ایرانی می‌خواند محدود به کلام شعر نیست؛ گاهی خواننده صداها یا واژه‌هایی نظیر «ها ها ها» یا «ای جانم» را افزون بر شعر اصلی اجرا می‌کند که به این صداها و واژه‌های اضافه، ترنم گفته می‌شود. ترنم‌ها به دو دسته تقسیم می‌شوند: ترنم آوایی شامل صداهایی بدون معناست (نظیر «آی» یا «ها ها ها») و ترنم لغوی شامل واژه‌هایی معنادار (نظیر «ای جانم» یا «حبیب من»). در ترنم‌های لغوی، استفاده از واژگانی که به واکهٔ «آ» ختم می‌شوند (نظیر خدا، جانا، دلا) یا حاوی این واکه هستند (نظیر جان، یار، داد) متداول‌تر است. در ترنم‌های آوایی نیز واکه‌های «آ» و «اِ» بیشتر کاربرد دارند و استفاده از دیگر واکه‌ها چندان معمول نیست.
واژهٔ «ترنم» از ریشهٔ عربی «رَنَم» به معنای تحریر یا لرزاندن است. از این واژه در زبان اردو برای توصیف یک سبک آوازخوانی با ریتم آزاد استفاده می‌شود. در موسیقی ترکی نیز  از واژهٔ ترنم برای اشاره به تحریرهای هجایی استفاده می‌شود.

## کاربرد
از ترنم‌ها در خلال تحریر یا در حین اجرای تصنیف‌ها استفاده می‌شود و هدف از آن تزئین موسیقی آوازی و تأکید بر تحریرهاست. کاربرد ترنم‌ها بر طبق قواعدی صورت می‌گیرد که از بافت ملودیک، کیفیت احساسیِ ترنم‌ها، خصوصیت‌های مُدال قطعهٔ آوازی، و نیز ویژگی‌های گویش زبان فارسی تأثیر می‌پذیرد.
از آنجا که تحقیقات در خصوص موسیقی سنتی ایرانی معمولاً بر ردیف موسیقی ایرانی متمرکز بوده‌است و به ویژگی‌های اجرای موسیقی (همچون تحریر یا ترنم‌ها) توجه نکرده‌است، موضوع ترنم نیز چندان موضوع تحقیق نبوده‌است و در ردیف‌های آوازی که آوانگاری شده‌اند نیز ترنم‌ها نگاشته نشده‌اند. بررسی اجراهای آوازی نشان می‌دهد که اگر چه در ترنم‌ها عموماً از ویژگی‌های آواشناسی زبان فارسی تبعیت می‌شود اما گاهی نیز از آن‌ها عدول می‌شود و مثلاً تلفظ واکهٔ «آ» به «اُ» یا «او» نزدیک می‌شود، یا مثلاً اجرای یک ترنم در طول یک تحریر از صدای «ها ها» شروع و تدریج به صدای «هِ هِ» تغییر می‌یابد.
برخی از استادان آواز و موسیقی‌دان‌های معاصر همچون روح‌الله خالقی بر این باورند که ترنم‌های لغوی به شعر لطمه می‌زنند و تکرار این کلماتِ رایج، مفهوم شعر را خراب می‌کند؛ اما مجید کیانی نحوهٔ به کار گرفتن این افزون‌های شعری را متأثر از بینش خواننده و دانش آن‌ها از نحوهٔ تلفیق شعر با موسیقی می‌داند.

## یادداشت
1. ↑  Terennüm